# 烟台南山学院
烟台南山学院创建于1991年，是由南山集团投资、教育部批准兴办的普通本科院校。在2015年中国民办院校竞争力排行榜中，烟台南山学院名列全国民办高校第五名、山东省民办高校第一名。校训是“与真理为伍，与时代同步”。现两个校区，面积共3028余亩，校舍建筑面积77.23万平方米。

## 校园历史

### 中专时期
1991年9月，新华毛纺厂出资创办的新华职业高中开学，仅开设棉纺、毛纺、电工专业。
1992年11月，经烟台市人民政府批准，新华职业高中改建为龙口市南山职业中等专业学校。
1996年，南山职业培训学院成立。
1998年，南山职业培训学院更名为南山职业专修学院。

### 专科学院时期
2000年8月，设立“山东南山职业技术学院”，列入国家计划内统一招生。

### 本科学院时期
2005年3月，教育部下发了《教育部关于同意建立烟台南山学院的通知》，批准学校实施本科教育为主，同时可举办专科层次的高等职业教育。烟台南山学院成为山东省首批民办本科院校。

## 本科专业目录
| 专业名称                | 学制 | 学科门类 |
| ----------------------- | ---- | -------- |
| 车辆工程                | 四年 | 工学     |
| 软件工程                | 四年 | 工学     |
| 机械设计制造及其自动化  | 四年 | 工学     |
| 材料成型及控制工程      | 四年 | 工学     |
| 工业设计                | 四年 | 工学     |
| 测控技术与仪器          | 四年 | 工学     |
| 金属材料工程            | 四年 | 工学     |
| 电气工程及其自动化      | 四年 | 工学     |
| 电子信息工程            | 四年 | 工学     |
| 自动化                  | 四年 | 工学     |
| 计算机科学与技术        | 四年 | 工学     |
| 纺织工程                | 四年 | 工学     |
| 服装设计与工程          | 四年 | 工学     |
| 食品质量与安全          | 四年 | 工学     |
| 食品科学与工程          | 四年 | 工学     |
| 飞行器动力工程          | 四年 | 工学     |
| 信息管理与信息系统      | 四年 | 管理学   |
| 工程管理                | 四年 | 管理学   |
| 工商管理                | 四年 | 管理学   |
| 市场营销                | 四年 | 管理学   |
| 国际商务                | 四年 | 管理学   |
| 物流管理                | 四年 | 管理学   |
| 旅游管理                | 四年 | 管理学   |
| 音乐表演                | 四年 | 艺术学   |
| 动画                    | 四年 | 艺术学   |
| 艺术设计-视觉传达设计   | 四年 | 艺术学   |
| 艺术设计-环境设计       | 四年 | 艺术学   |
| 艺术设计-产品设计       | 四年 | 艺术学   |
| 艺术设计-服装与服饰设计 | 四年 | 艺术学   |
| 英语                    | 四年 | 文学     |
| 日语                    | 四年 | 文学     |
| 朝鲜语                  | 四年 | 文学     |